# دارکوب شکم‌سیاه
دارکوب شکم‌سیاه (نام علمی: Dryocopus javensis) نام یک گونه از زیرخانواده دارکوبیان است.